# 加吉尔

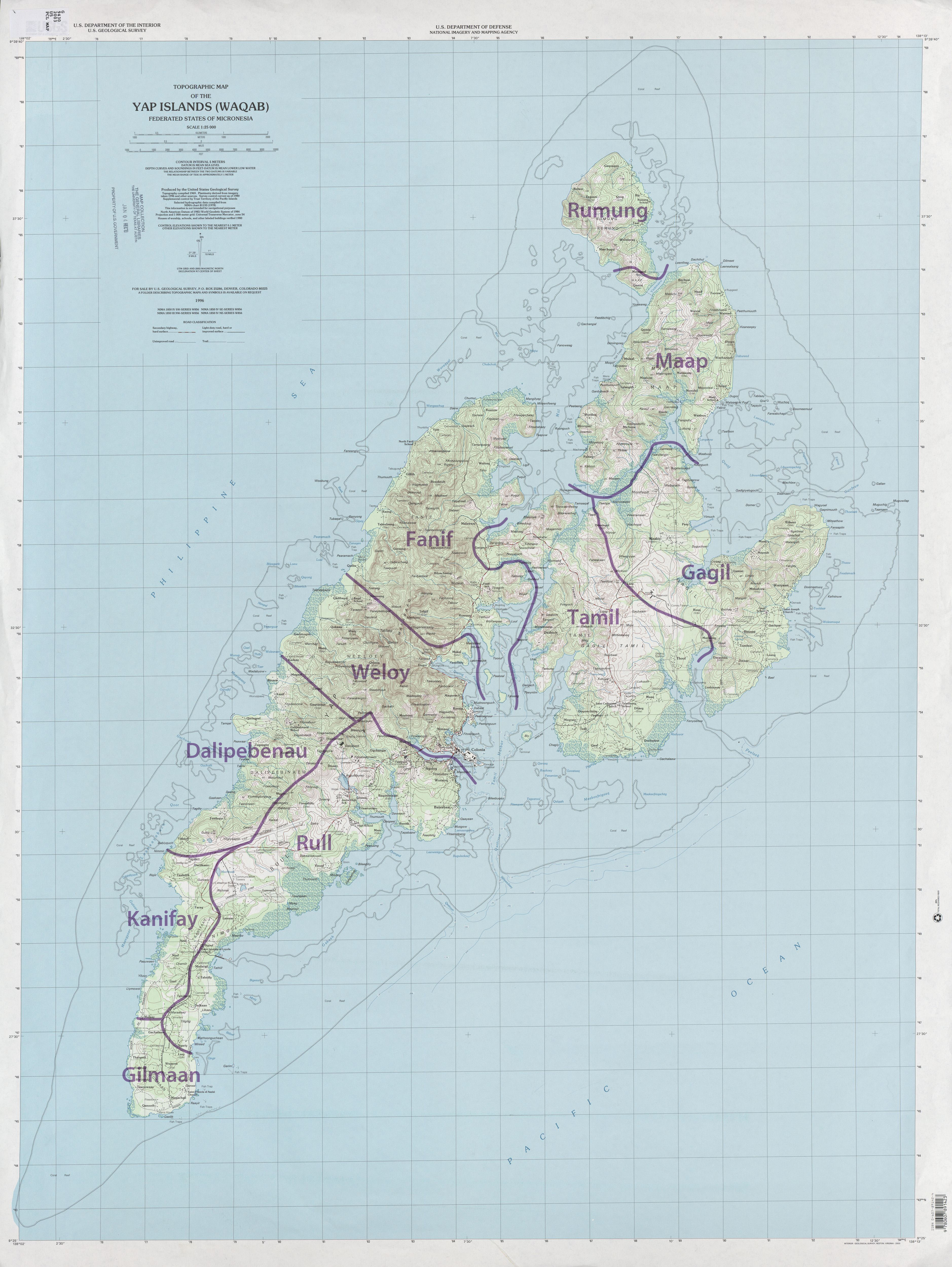
雅浦岛行政区划图，加吉尔市位于雅浦岛东部。

加吉尔（雅浦语：Gagil，当地方言作Ggil）是密克罗尼西亚联邦雅浦州的一个市，位于雅浦岛东部，属于加吉尔-塔米尔岛的一部分。该地区人口约为400，分布在多个村落群中。其中一个村落是加奇帕村，它曾是历史上“雅浦帝国”的首都。该帝国存在于10世纪—15世纪，其势力范围曾向东延伸至丘克环礁的西部礁墙，向南达巴布亚新几内亚的北部环礁，向西则远至帕劳的外岛。雅浦帝国是与图伊汤加帝国齐名的太平洋古代帝国。